# Ivan Bartoš
Ivan Bartoš (ur. 20 marca 1980 w Jabloncu nad Nysą) – czeski polityk, lider Czeskiej Partii Piratów, członek Izby Poselskiej, w latach 2021–2024 wicepremier oraz minister rozwoju regionalnego.

## Życiorys
W 2004 ukończył studia na Uniwersytecie Karola, doktoryzował się w 2013 na tej uczelni z zakresu informatyki. Kształcił się również na University of New Orleans. Pracował w branży informatycznej i telekomunikacyjnej, prowadził również własną działalność gospodarczą.
W 2009 dołączył do Czeskiej Partii Piratów. Był jej wiceprzewodniczącym i następnie od 2009 do 2014 (z krótką przerwą w 2013) przewodniczącym. Ponownie stanął na jej czele po dwuletniej przerwie w 2016.
Kierowana przez niego partia w wyborach parlamentarnych w 2017 po raz pierwszy przekroczyła próg wyborczy. Zajęła 3. miejsce z wynikiem 10,8% głosów i 22 mandatami poselskimi, z których jeden przypadł jej liderowi. W 2021 z powodzeniem ubiegał się o reelekcję z ramienia koalicji Czeskiej Partii Piratów oraz Burmistrzów i Niezależnych).
W grudniu 2021 objął stanowiska wicepremiera oraz ministra rozwoju regionalnego w nowo powołanym rządzie Petra Fiali. We wrześniu 2024 premier zadeklarował jego odwołanie z funkcji rządowych, wskazując na brak efektów ministra w zakresie procesu cyfryzacji procedur dotyczących inwestycji budowlanych. Został odwołany przez prezydenta jeszcze w tym samym miesiącu. Również we wrześniu 2024 Piraci ponieśli porażkę w wyborach regionalnych; Ivan Bartoš ustąpił z funkcji przewodniczącego partii, w listopadzie tegoż na jej czele stanął Zdeněk Hřib.